# دیوید پیپلز
دیوید وب پیپلز (انگلیسی: David Webb Peoples؛ زادهٔ ۹ فوریه ۱۹۴۰) فیلم‌نامه‌نویس علمی تخیلی اهل ایالات متحده آمریکا است.